# Ibănești (okręg Marusza)
Ibănești – wieś w Rumunii, w okręgu Marusza, w gminie Ibănești. W 2011 roku liczyła 2162 mieszkańców.